# دین مسیحیت در عمان
مسیحیت در عمان، مسیحیت دین ۲٫۵ درصد مردم عمان می‌باشد. ۶۴۰۰۰ نفر از مردم عمان مسیحی هستند که در ۹۰ گروه کلیسایی هستند.

کمابیش همهٔ مسیحیان از کشورهای دیگر به عمان رفته‌اند. دست کم یک کلیسای سنت توماس در عمان وجود دارد. برطبق سرشماری ۲۰۰۵، ۳۰۰۱ نفر کاتولیک در عمان زندگی می‌کنند.